# (34385) 2000 RE62
2000 RE62 (asteroide 34385) é um asteroide da cintura principal. Possui uma excentricidade de 0.21582630 e uma inclinação de 12.76710º.
Este asteroide foi descoberto no dia 1 de setembro de 2000 por LINEAR em Socorro.